# Горче
Горче (на словенски: Gorče) е село в Словения, Корошки регион, община Дравоград. Според Националната статистическа служба на Република Словения през 2015 г. селото има 133 жители.